# 鉄道工業
鉄道工業株式会社（てつどうこうぎょう）は、かつて日本に存在した建設会社。

## 概要
1907年（明治40年）6月、菅原工務所の菅原恒覧と元鹿島組の星野鏡三郎などが出資して設立。当初の社名は「鉄道工業会社」、初代社長は菅原恒覧。
社名のとおり、鉄道敷設に関する工事を専門に請負っていた。会社設立の前年には鉄道国有法が施行され、菅原が所有する甲武鉄道を含む全国の主な私鉄が国有化され、今後、国が発注する鉄道工事の増加が見込まれていた。
一方、鉄道敷設など高度な技術を要する工事の多くが欧米のお雇い外国人の指導に依存しており、国内の土木業者はそれぞれの得意分野で部分的に工事を請け負っているに過ぎなかった。これは、当時の土木業者の多くが封建的な徒弟制度を維持しており、欧米の最新技術の導入を困難にさせていたことにも起因していた。
自らも鉄道土木で身を起こした菅原恒覧は、こうした旧態依然とした土木業のあり方に不満を持っており、ヨーロッパの最新土木の技術と組織の両方を取り入れた日本初の鉄道敷設に関する設計から施工・監理まで一貫して行う総合請負業として同社を設立した経緯がある。後に菅原は鹿島組の鹿島精一と共に鉄道請負業協会（日本土木工業協会の前身）を設立し、土木請負業の積極的な近代化を図った。
1940年（昭和15年）、初代の菅原恒覧が死去し、2代目社長には実業家として活躍していた息子の菅原通済が就いた。通済は江ノ島（江ノ島電鉄）、鎌倉の宅地開発で知られ、その実力から政界にも太いパイプを築いていた。
戦時中に労働力不足から朝鮮半島の労働力を内地の工事現場へと動員させたいわゆる強制連行については、他の土木業者に先んじて鉄道工業が労務動員の人数割り当てを受けており、その政治力が発揮されていたことを伺わせている。
満州の開拓政策による満州鉄道にも進出していた。
会社自体は戦後も暫く存続したが、菅原通済も関与が疑われた昭和電工事件などの影響もあり、また、通済の美術工芸品あさりによる計画倒産の噂もあり、清算されてその歴史を閉じている。なお、現在ある双葉鉄道工業、吉原鉄道工業、大阪鉄道工業（現大鉄工業）とは一切の関係は無い。　

## 主な請負工事
東北地方を拠点に東日本、九州、北海道や樺太にも進出し、数多くの鉄道土木工事を手掛けた。特にトンネル施行には実績があり、戦時中には陸海軍の地下壕建設等にも関わっていた。
国鉄線
- 山陰本線
  - 餘部橋梁（旧橋梁）
- 富山線
- 中央本線
  - 善知鳥トンネル
- 岩越線
- 丹那トンネル - 東海道線の難工事を鹿島組と共同受注し、東口の熱海側を担当。

その他の土木工事
- 七川ダム